# Bryconamericus pectinatus
Bryconamericus pectinatus är en fiskart som beskrevs av Richard P. Vari och Siebert, 1990. Bryconamericus pectinatus ingår i släktet Bryconamericus och familjen Characidae. Inga underarter finns listade.